# Эйли
И Ё Чжин (кор. 이예진; англ. Lee Ye Jin, род. 30 мая 1989, более известна как Ailee) — южнокорейско-американская певица и автор песен.
Первый сингл — «Heaven» — вышел в феврале 2012 года.
KBS World называет её «одним из самых горячих соло-актов из дебютировавших на K-pop-сцене в 2012 году».

## Биография
Эми Ли (англ. Amy Lee) родилась в Денвере, выросла в штате Нью-Джерси. Ещё живя там, она прославилась на YouTube со своими каверами на песни Мэрайи Кэри, Бейонсе и Рианны. Была очень популярна на YouTube и в социальной сети MySpace. Кроме того, участвовала в певческом конкурсе на известном телешоу The Maury Show.
Потом она переехала в Южную Корею. Там приняла участие в телешоу Singers and Trainees (в ходе которого, в частности, пела вместе с Хвисоном) и заняла первое место.
Потом дебютировала в маленькой роли в теледраме, в которой снимались несколько самых известных корейских певцов-идолов. А в феврале 2012 года состоялся её сольный певческий дебют с синглом «Heaven». Сингл занял 3 место в Корее — как в чарте Gaon, так и в Korea K-Pop Hot 100 журнала «Билборд».
Также с этой песней она получила февральскую премию Cyworld Music Awards в категории «Новичок месяца».
В 2014 году записала сингл Beautiful с дуэтом 2000 Won, сингл добрался до 25 строки в чарте GAON.

## Дискография
См. статью «Ailee discography» в английском разделе.
- 2012: Invitation
- 2013: A's Doll House
- 2014: Magazine
- 2015: VIVID
- 2016: A New Empire

## Фильмография
- См. статью «Ailee § Filmography» в английском разделе.

## Премии и номинации
- См. статью «List of awards and nominations received by Ailee» в английском разделе.